# Заліщицька центральна міська клінічна лікарня
Заліщицька центральна міська клінічна лікарня — лікувальний заклад у м. Заліщиках Тернопільської області України.

## Історія
Лікарня на теперішньому місці працює з 1896 року.
У 2012 році за кошти Дмитра Фірташа проведена капітальна реконструкція шести будівель і зведено чотири нові корпуси. Зокрема, відділення швидкої допомоги, анестезіології та реанімації, пологове та патологоанатомічне відділення, відділення дезкамери, пральне відділення, гаражі, будівля для приймально-діагностичного відділу. Також надбудований третій поверх для дитячого інфекційного відділення. Проведений капітальний ремонт поліклінічного приміщення, адміністративного корпусу, головного корпусу, інфекційного відділення, харчоблоку. Прокладено нову теплотрасу, водогін та каналізацію. Встановлено нові меблі та сучасне медичне обладнання, закуплено новітню систему для проведення ультразвукової діагностики, відеоендоскопічну систему, апаратуру для трьох спеціалізованих рентгенкабінетів, інкубатори для новонароджених, нове лабораторне обладнання Відкриття оновленої лікарні відбулося 21 вересня 2012, на відкритті були присутні Дмитро Фірташ, голови Тернопільської та Чернівецької облдержадміністрацій Валентин Хоптян та Михайло Папієв.

## Персонал

### Головні лікарі
- М. Долинський (1912—1920)
- Е. Рибаченко (1945—?)
- І. Божко (1957—1963)
- В. Крищишин (1963—1975)
- Р. Удод (1975—1983)
- В. Гриців (1983—1994)
- Любомир Синоверський (1994—2010)
- Василь Романюк (2010—2013)
- Василь Оскоріп (від 2013).

## Заліщицький парк

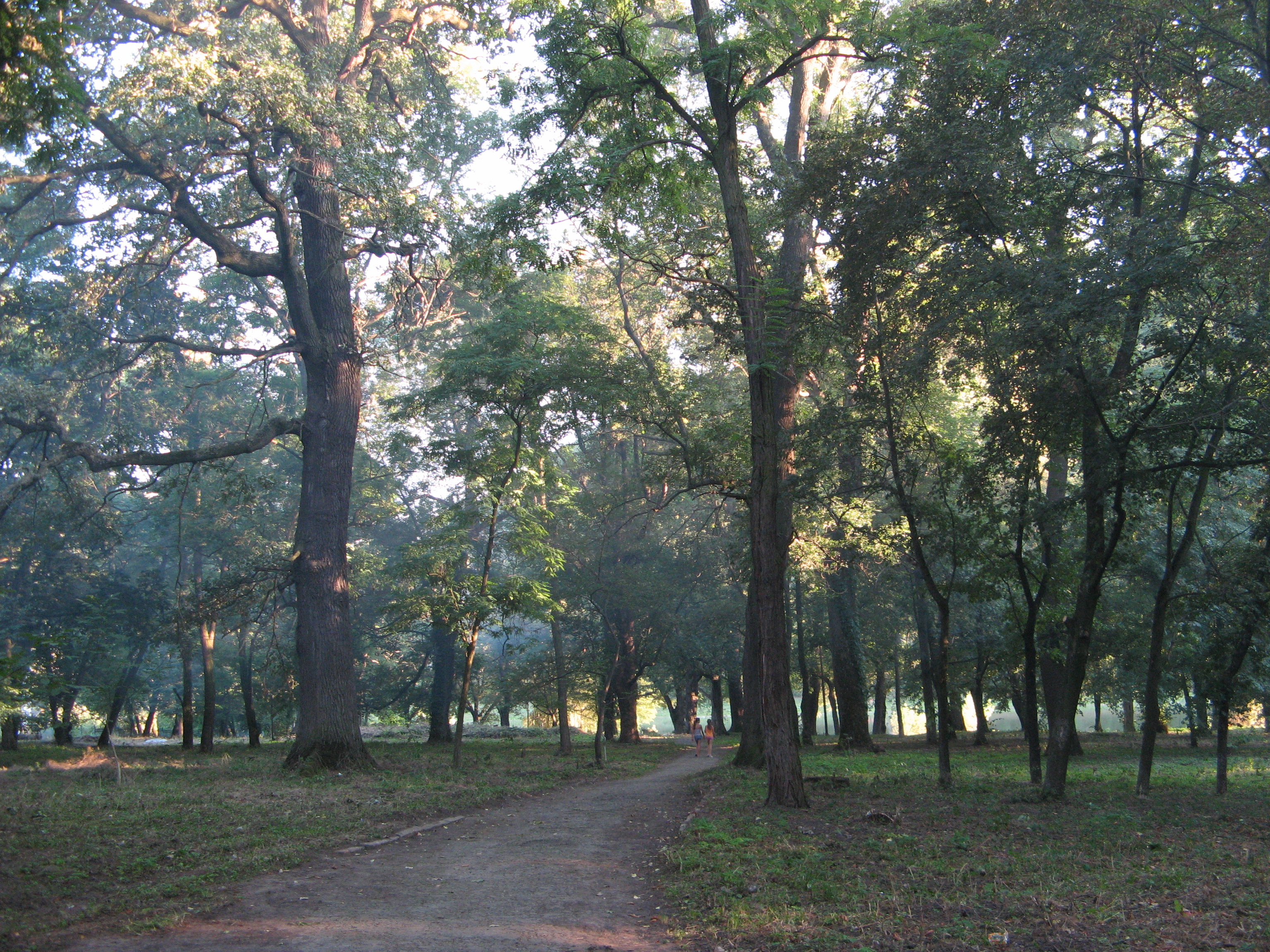
Заліщицький парк

У віданні лікарні перебуває Заліщицький парк — парк-пам'ятка садово-паркового мистецтва місцевого значення.